# 617 Patroclus
617 Patroclus (/paˈtro.klus/) este un asteroid binar troian a lui Jupiter mare. Este un asteroid întunecat de tip D și un rotator lent, datorită perioadei orbitale de 103 ore a celor două componente ale sale. Este unul dintre cei cinci asteroizi troieni Jupiter vizați de sonda spațială Lucy și este programat pentru un zbor în 2033. 
Patroclus a fost descoperit pe 17 octombrie 1906 de astronomul August Kopff la Observatorul Heidelberg din Germania și a fost numit după Patrocles în mitologia greacă. A fost al doilea troian care a fost descoperit și singurul membru al taberei troiene care poartă numele unei figuri grecești, deoarece convenția de a numi o „tabără” după figurile grecești ale războiului troian și cealaltă după figurile troiene nu fusese încă stabilită.
Patroclus a fost mult timp considerat a fi unul dintre cei mai mari troieni ai lui Jupiter, cu un diametru de ordinul a 150 km. Cu toate acestea, în 2001 s-a descoperit că este un asteroid binar format din două obiecte de dimensiuni similare. Numele Patroclus este acum atribuit componentei mai mari, aproximativ 110 – 115 km în diametru, în timp ce cel secundar, ceva mai mic la 100 – 105 km în diametru, a fost numit Menoetius. Aceasta a fost prima descoperire a unui asteroid troian binar.

## Orbită
Patroclus orbitează în punctul Lagrange posterior al lui Jupiter, L5, într-o zonă numită tabăra troiană după una dintre părțile din legendarul război troian (celălalt nod, la punctul L4, se numește „tabăra grecească”).
Orbitează în jurul Soarelui la o distanță de 4,5-5,9 AU o dată la 11 ani și 11 luni (4.353 de zile). Orbita sa are o excentricitate de 0,14 și o înclinație de 22 ° față de ecliptică. Arcul de observare al asteroidului începe la Observatorul Heidelberg în noiembrie 1906, la aproximativ 3 săptămâni după observarea sa oficială a descoperirii.

## Sistem binar

Imagini Hubble cu Patroclus și Menoetius orbitând unul în jurul celuilalt, din mai până în iunie 2017

Concepție artistică despre Patroclus și Menoetius orbitând în jurul centrului lor de masă, eclipsându-se ocazional unul pe celălalt

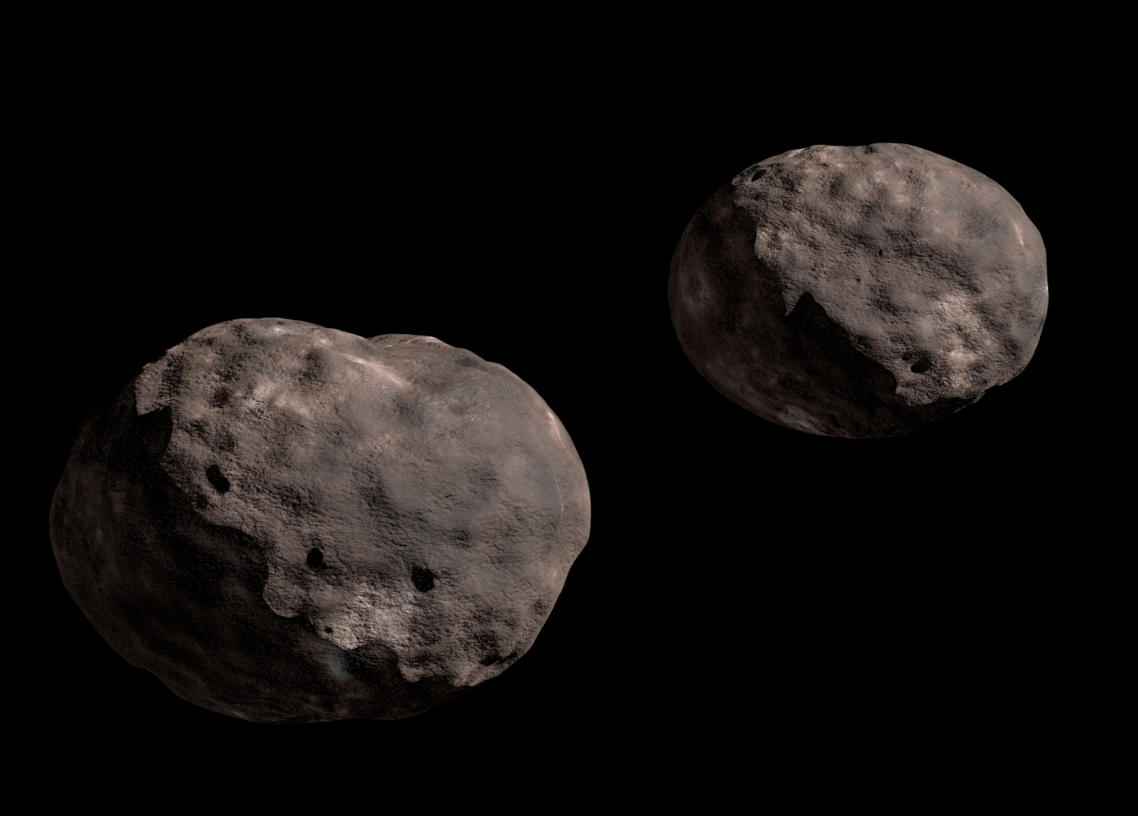
Impresie artistică a sistemului binar Patroclus-Menoetius

În 2001, s-a descoperit că Patroclus este un sistem binar, format din două componente de dimensiuni aproximativ similare. Este unul dintre cei șase asteroizi troieni despre care se crede că sunt binari. În 2006, au fost raportate măsurători precise ale orbitei de la sistemul cu optică adaptivă Keck. 
S-a estimat  că cele două componente orbitează în jurul centrului lor de masă în 4,283 ± 0,004 zile la o distanță de 680±20 km pe o orbită aproximativ circulară. Combinând aceste observații cu măsurătorile termice efectuate în anul 2000, dimensiunile componentelor sistemului au fost estimate la 106 km si 98 km, cu un diametru echivalent al întregului sistem de 145 km, rafinat prin măsurători ulterioare de la Observatorul Keck la aproximativ 122 km si 112 km pentru fiecare partener,  și o perioadă coorbitală de 103,5 ± 0,3 h (4,3125 ± 0,0125 zile).
Pe 21 octombrie 2013, ambele corpuri au ocultat o stea cu magnitudinea 8,8, după cum a observat o echipă de 41 de observatori staționați în SUA. Datele de observație indică distanța orbitală la acel moment de 664,6 km (cu o incertitudine nedeclarată) și au dat o dimensiune pentru componenta puțin mai mare, care păstrează numele Patroclus cu volum total echivalent cu un diametru sferic de 113±3 km, și pentru componenta mai mică numită acum Menoetius cu un volum echivalent cu un diametru sferic de 104±3 km.

## Caracteristici fizice

### Curbe de lumină
Din 1989, mai multe curbe de lumină rotaționale ale lui Patroclus au fost obținute din observații fotometrice. Analiza celor mai bine evaluate curbe de lumină a dat o perioadă de rotație între 102,8 și 103,5 ore cu o amplitudine a luminozității mai mică de 0,1 magnitudini(U=2/3/). O variație scăzută a luminozității indică de obicei că un corp are o formă aproape sferoidă. Perioada sa lungă de rotație îl face un rotator lent.

### Diametru și albedo
Conform căutărilor efectuate de Infrared Astronomical Satellite IRAS și Wide-field Infrared Survey Explorer al NASA cu misiunea sa ulterioară NEOWISE, sistemul Patroclus are o dimensiune efectivă combinată între 140,36 și 140,92 km în diametru și suprafața sa are un albedo de 0,047. Collaborative Asteroid Lightcurve Link adoptă rezultatele obținute de IRAS, adică un albedo de 0,0471 și un diametru de 140,92 kilometri bazat pe o magnitudine absolută de 8,19.

### Compoziție
Dovezi recente sugerează că obiectele sunt din gheață ca cometele, mai degrabă decât din piatră ca majoritatea asteroizilor. În clasificarea Tholen, Patroclus este un asteroid întunecat de tip P.
Deoarece densitatea componentelor (0,88 g/cm3) este mai mică decât cea a apei și aproximativ o treime din cea a rocii, s-a sugerat că sistemul Patroclus, considerat anterior a fi o pereche de asteroizi stâncoși, este mai asemănător cu o cometă în compoziție.  Se bănuiește că mulți troieni ai lui Jupiter sunt, de fapt, mici planetezimale capturate în punctul Lagrange al sistemului Jupiter-Soare în timpul migrației planetelor gigantice acum 3,9 miliarde de ani. Acest scenariu a fost propus de A. Morbidelli și colegii săi într-o serie de articole publicate în mai 2005 în Nature. 

## Explorare

Animație a traiectoriei lui Lucy în jurul Soarelui
Lucy
Sun
Earth
52246 Donaldjohanson
3548 Eurybates
21900 Orus
617 Patroclus

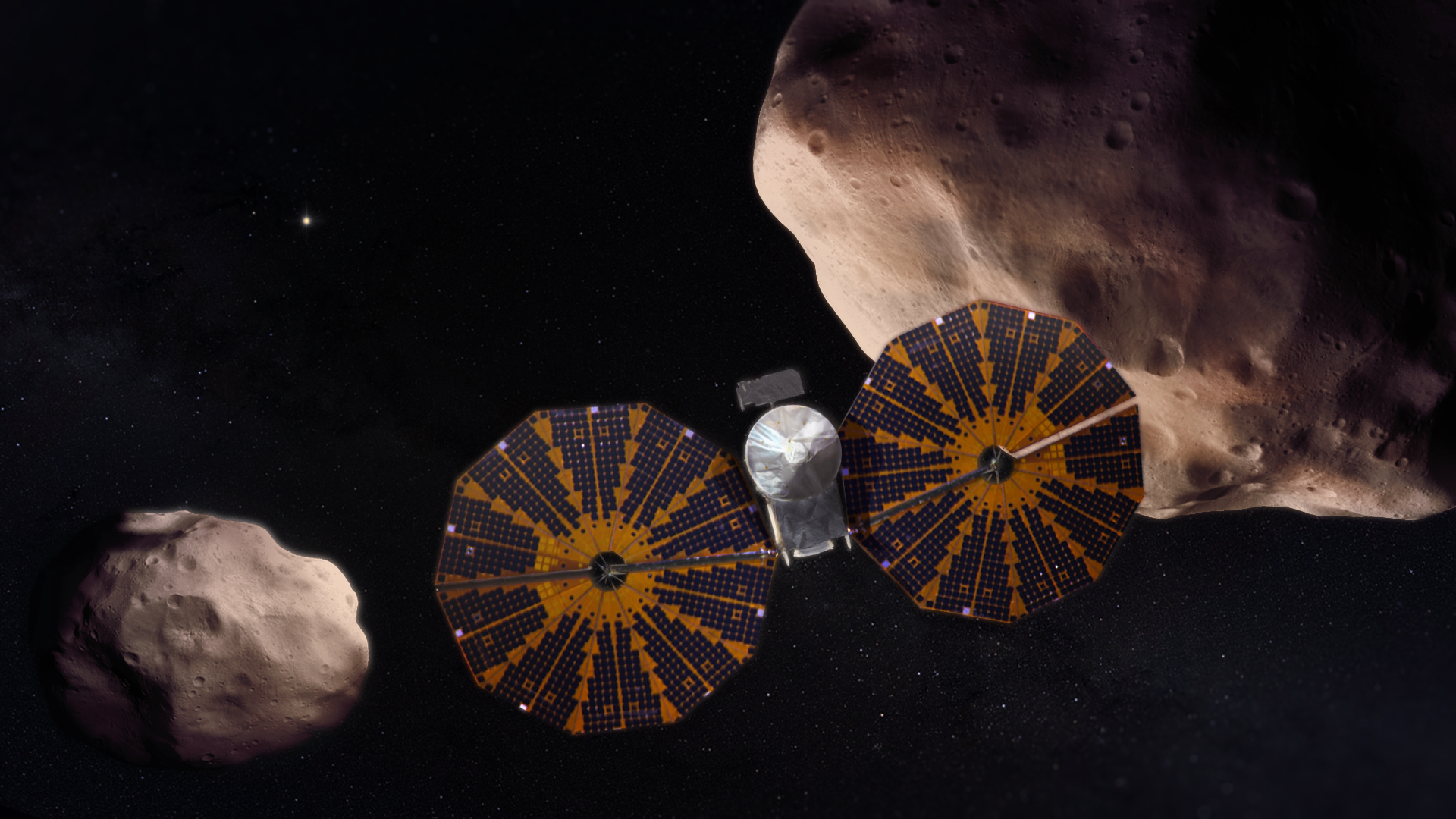
Imagine artistică a sondei spațiale Lucy zburând pe lângă sistemul Patroclus-Menoetius

Sistemul Patroclus–Menoetius este o țintă programată pentru Lucy, o misiune de zbor către mai mulți asteroizi, în principal troieni ai lui Jupiter.

## Nume
Această planetă minoră a fost numită după legendarul erou grec Patrocles. Prieten al lui Ahile, el a fost ucis de Hector în timpul războiului troian (Vezi 588 Achilles și 624 Hektor). Numele a fost propus de astronomul austriac Johann Palisa. Citarea oficială a denumirii a fost menționată în The Names of the Minor Planets de Paul Herget în 1955 (H 65).
Satelitul Menoetius (/me.noˈe.tʲus/ ; denumire oficială (617) Patroclus I Menoetius) a fost numit după tatăl legendar al lui Patroclus. Era cunoscut anterior sub denumirea provizorie S/2001 (617) 1.

Patroclus și Menoetius sunt singurele obiecte din tabăra troienilor care poartă numele onor personaje grecești mai degrabă decât după personaje troiene. Convențiile de numire pentru troienii lui Jupiter nu au fost adoptate decât după ce Patroclus a fost numit (în mod similar, asteroidul Hektor este singurul personaj troian care a apărut în tabăra grecească).